# Японски колонок
Японският колонок още итатси (Mustela itatsi) е вид бозайник от семейство Порови (Mustelidae).

## Разпространение
Видът е разпространен в Япония.